# SPAS-12
La SPAS-12 (Special Purpose Automatic Shotgun, "Escopeta automática de propósito especial" en inglés) es una escopeta fabricada por la compañía Franchi S.p.A. desde el año 1979 hasta el año 2002. La escopeta SPAS-12 es una escopeta que puede dispararse en modo semiautomático o en modo de corredera. Esta escopeta ha sido utilizada por algunos escuadrones de asalto y guerrilla. pero su apariencia y su uso propuesto como arma la llevó a ser prohibida para la importación a los Estados Unidos, debido a su falta de "disparos automáticos". En 1990 Franchi S.p.A nombró al arma como Sporting Purpose Automatic Shotgun, ("Escopeta automática de propósito deportivo" en inglés), lo que permitió continuar vendiendo la escopeta hasta 1994, con culata fija y con la capacidad del almacén limitada. Sin embargo, la prohibición de armas de asalto de 1994 terminó con la importación de este modelo en Estados Unidos. La prohibición finalizó en 2004, pero para ese entonces Franchi ya había dejado de fabricarla para concentrarse en la escopeta SPAS-15.

## Diseño
La SPAS 12 fue diseñada con el modo de corredera para poder disparar de manera fiable munición de baja presión como gas lacrimógeno o munición no-letal. El alternado entre los modos de disparo se realiza presionando el botón situado debajo del guardamanos y deslizándolo ligeramente hacia delante, hasta que encaje en la posición.
La SPAS 12 tiene un mecanismo de corte de carga, que permite prevenir la carga de un nuevo cartucho del depósito tubular cuando se acciona el mecanismo de recarga. Esto permite al tirador cargar munición especializada en la recámara sin necesidad de vaciar primero todo el depósito. Otra característica única de la SPAS-12 es el gancho utilizado en las variantes con culata. El gancho puede girarse en incrementos de 90 grados para que pueda 'encajar' en el brazo del usuario. Con la culata apoyada bajo el brazo, el arma debería teóricamente poder ser disparada con una única mano, permitiendo al tirador abrir fuego estando tras cobertura o usar la mano libre para otras tareas.
Los primeros modelos de la SPAS-12 disponían de un seguro de tipo palanca, pero tras un tiempo se dañaba y comenzaba a disparar el arma cuando se activaba o desactivaba. Finalmente este hecho llegó a oídos de Franchi y se reemplazó por un seguro transversal de tipo botón.  Muchas armas conservan el seguro de palanca, por lo que debe procederse con precaución.
La boca del cañón de la SPAS-12 fue roscada externamente para aceptar una gran variedad de accesorios, por ejemplo, bocachas lanzagranadas para granadas de gas. Uno de los accesorios más interesantes y particularmente escasos, el llamado "diverter", dispersa los perdigones verticalmente u horizontalmente. Todos los accesorios del cañón son considerados poco usuales y se pagan altos precios por ellos en el mercado de segunda mano.[cita requerida]

## Variantes

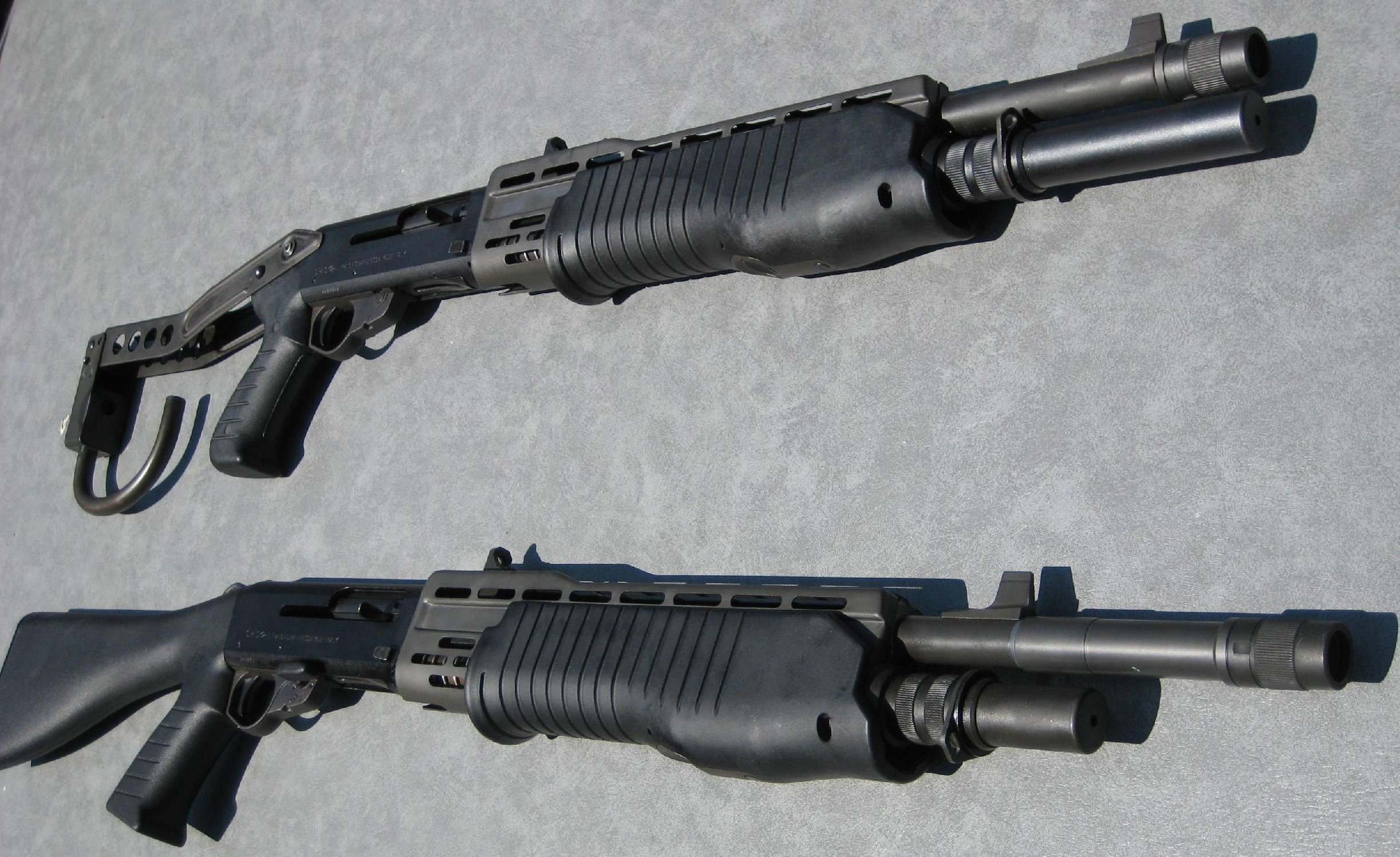
Dos de las variantes más comunes de SPAS-12: la versión de culata plegable, con depósito de ocho cartuchos, y la de culata fija con depósito de seis cartuchos. La escopeta de abajo utiliza el mencionado seguro de tipo palanca.

La primera y más común variante de la SPAS-12 tenía una culata metálica plegable y un depósito con capacidad de ocho cartuchos. Los primeros modelos tenían culata de madera intercambiable, aunque rara vez se han visto. Tras las restricciones de importación impuestas por Estados Unidos en 1989, se lanzó una versión con culata fija de material sintético y capacidad para cinco o seis cartuchos para cumplir las regulaciones. Los cañones pueden ser de varios tipos, desde el de 18 pulgadas "recortado" al de 24. La longitud más común es de 21" y una ligeramente menos común la de 19,5".
Franchi lanzó dos escopetas más basadas en la plataforma SPAS-12; la LAW-12 y la SAS-12. La LAW-12 era semiautomática mientras que la SAS-12 era tan solo de corredera. Estas dos "hermanas" aceptaban todos los accesorios de la SPAS-12 y compartían varios otros componentes, sobre todo el conjunto del gatillo y las culatas. La SAS era inusual en cuanto a que podía aceptar cartuchos de 3", mientras que la SPAS y la LAW únicamente aceptaban cartuchos de 2 3/4".
Su sucesora es la SPAS-15. También es una escopeta semiautomática/de corredera, pero utiliza un cargador extraíble recto en lugar del depósito tubular de la SPAS-12

## Mercado estadounidense

### Importadores
En Estados Unidos, solamente dos empresas importaron escopetas SPAS-12. La importación de la SPAS-12 a Estados Unidos comenzó en 1982 y terminó en 1989 bajo la F.I.E. Corp. En 1989, la F.I.E. padeció importantes pérdidas de ventas debido a la prohibición de importación del presidente, que fue una reinterpretación del artículo 18 USC 925 (d)(3), que exigía que las armas de fuego tuvieran un "propósito deportivo" para poder ser importadas.
En 1990, American Arms Inc. compró todos los inventarios restantes de piezas y escopetas SPAS-12 de la hoy quebrada F.I.E. Corp y comenzó la reimportación de la Franchi SPAS-12 como la "Escopeta automática de propósito deportivo" (Sporting Purpose Automatic Shotgun) bajo las restricciones recientemente aprobadas hasta 1994. El ATF permitió la importación de una variante de la SPAS-12 de American Arms porque su tamaño, peso, volumen y configuración modificada eran tales que era particularmente adecuada para los deportes de tiro tradicionales.
La SPAS-12 fue probada por la Guardia Costera de Estados Unidos y mostró resultados prometedores, pero nuevamente no se consideró rentable para un contrato sobre otros proveedores disponibles. La Prohibición de Armas de Asalto de septiembre de 1994 provocó que American Arms detuviera la importación de la SPAS-12 con importantes pérdidas de ventas debido a las restricciones legales invocadas por la Prohibición de Armas de Asalto de Estados Unidos.
Ambos importadores realizaron numerosos pedidos adicionales de la SPAS-12 que nunca se completaron por completo debido a las restricciones estadounidenses durante la importación. Esta fue la razón por la que se importaron tan pocas escopetas a los Estados Unidos.

### Legal
Una escopeta SPAS-12 no es un artículo del Registro de la NFA si fue importada/heredada en los Estados Unidos entre 1982-1994 con los marcajes de importación de F.I.E. o American Arms.
Las escopetas SPAS-12 y LAW-12 con marcajes de fábrica aplicados después de 1994 se consideran una importación ilegal que viola las leyes federales de importación con sanciones por posesión en Estados Unidos. La SPAS-12 no incluía marcajes de importación en el lado del cajón de mecanismos antes de 1982 y después de 1994 por los importadores estadounidenses Firearms Import and Export (F.I.E.) o American Arms.
El "Proyecto de ley contra el delito" federal de 1994, promulgado por el presidente Clinton el 13 de septiembre de 1994, incluía la Ley de control y aplicación de la ley de delitos violentos de 1994. Esa ley incluía disposiciones que modificaban la Ley de control de armas (GCA, 1968) para convertir en un delito federal para un particular poseer o transferir (vender, regalar, etc.) un "arma de asalto" fabricada después de esa fecha. [18 USC 922 (v)]. Las "armas de asalto" fabricadas en esa fecha o antes tienen "derechos adquiridos", lo que significa que la ley no prohíbe su posesión o transferencia. La ley requiere que las "armas de asalto" fabricadas después del 13 de septiembre de 1994 sean estampadas con su fecha de fabricación o número de serie para identificarlas con la fecha de fabricación de la fábrica.
Las escopetas SPAS-12 y LAW-12 están clasificadas como ilegales para su posesión en los estados que tienen una ley sobre "armas tipo asalto militar" que identifica las escopetas por su nombre en la prohibición individual de cada estado. Es posible que los estados hayan tenido un cronograma de registro que permitiría tener derechos adquiridos antes de la prohibición individual de cada estado. Los estados y territorios de Estados Unidos que actualmente prohíben la posesión civil individual futura de escopetas Franchi SPAS-12 y LAW-12 son, California, Connecticut, Distrito de Columbia,  Maryland, Massachusetts, Nueva Jersey, y Nueva York.

## Cine y televisión y la cultura popular
La escopeta es adquirida en la película Terminator por el T-800 en una armería, asesinando al propietario. Posteriormente la utiliza en el asalto a una comisaría de policía manejándola con la mano izquierda y la culata desmontada.
En la película Jurassic park, la SPAS-12 fue una de las armas utilizadas por los miembros de Jurassic Park Security. Las que se utilizaron fueron de la variante con culata plegable. También era el arma favorita del guardabosques de Jurassic Park, Robert Muldoon, y la usó durante el Incidente Velociraptor y el Incidente de Jurassic Park. También el Dr. Alan Grant usó una en el mismo incidente para defenderse de The Big One y su manada de Velociraptors.
En la saga Grand Theft Auto, la SPAS-12 es la escopeta principal y es llamada "Escopeta de combate". Apareció por primera vez en Grand Theft Auto: Vice City y ha aparecido en las subsiguientes entregas: Grand Theft Auto: San Andreas Grand Theft Auto: Liberty City Stories, Grand Theft Auto: Vice City Stories (bajo el nombre de Spas 12) Grand Theft Auto IV, Grand Theft Auto V y Grand Theft Auto Online.
En el videojuego de Half-Life la escopeta es una SPAS-12. Es muy poderosa a distancias cortas e imprecisa a largas distancias. Con la acción secundaria se disparan dos cartuchos, pero tarda más en recargar. En el pack de modelos de alta definición, tiene más detalles. Lleva 125 cartuchos y su depósito tubular tiene una capacidad de 8 cartuchos.
En Left 4 Dead 2, la SPAS-12 es llamada "Combat Shotgun". Lleva 90 cartuchos y su depósito tubular tiene una capacidad de 10 cartuchos. Ideal para disparos a corta distancia, pero increíblemente imprecisa en largas distancias.

## Usuarios
- Austria: Empleada por el EKO Cobra.[18]
- Argentina: Brigada Especial Operativa Halcón de la Policía de la Provincia de Buenos Aires y Prefectura Naval Argentina.
- Bangladés: Fuerza Especial de Seguridad.[19]
- Brasil: Empleada por el Grupo de Ações Táticas Especiais (GATE)[20]
- Chile: Armada de Chile, Gendarmería de Chile,[21]Carabineros de Chile, Grupo de Operaciones Policiales Especiales y Fuerza Aérea de Chile.[22]
- España: Cuerpo Nacional de Policía, Guardia Civil.
- Estados Unidos: Usada por varios equipos SWAT.[23]
- Francia: Empleada por el GIGN.[20]
- Indonesia: Komando Pasukan Katak Equipo de buceadores tácticos (Kopaska) y Komando Pasukan Khusus Grupo de fuerzas especiales (Kopassus).[24]
- Irlanda: Empleada por el Army Ranger Wing.[25]
- Malasia: Fuerza Malaya de Operaciones Especiales.[26]
- México: Empleada por la Policía Federal y la Fuerza Naval Mexicana desde el año 2013.
- Panamá: Fue usada por las Fuerzas de Defensa de Panamá desde 1970 hasta 1989 y actualmente es empleada por la Fuerza Pública de Panamá desde 1990.
- Portugal: Empleada por las Fuerzas Armadas de Portugal.[27]
- Turquía: Empleada por la Gendarmería de Turquía.[28]